# Cotinus carranzae
Cotinus carranzae là một loài thực vật có hoa trong họ Đào lộn hột. Loài này được Rzed. & Calderón mô tả khoa học đầu tiên năm 1999.